# Iglesia de Santa Lucía (Segovia)
La iglesia de Santa Lucía fue un templo católico de la ciudad española de Segovia, ya desaparecido.

## Descripción
El templo, que dio nombre a la alameda de Santa Lucía, habría estado en las inmediaciones de esta vía, también desvanecida ya y cercana a la calle de San Juan. A comienzos del siglo XX, Mariano Sáez y Romero tildaba la iglesia de «hace mucho tiempo desaparecida». La describe en Las calles de Segovia (1918) con las siguientes palabras:

Antiguamente se veneraba en una pequeña iglesia, hace mucho tiempo desaparecida, a Santa Lucía y de aquí que este paseo y todo el camino en su largo, pasando por el Hospicio, sea conocido por el nombre de la Santa.
(Sáez y Romero, 1918, p. 174)